# ان‌جی‌سی ۵۲۵۳
ان‌جی‌سی ۵۲۵۳ (انگلیسی: NGC 5253) نام یک کهکشان در صورت فلکی قنطورس است.